# Виборчий округ 25
Виборчий округ 25 — виборчий округ в Дніпропетровській області. В сучасному вигляді був утворений 28 квітня 2012 постановою ЦВК №82 (до цього моменту існувала інша система виборчих округів). Окружна виборча комісія цього округу розташовується в радіоприладобудівному коледжі за адресою м. Дніпро, вул. Шмідта, 18.
До складу округу входять Чечелівський район та частина Амур-Нижньодніпровського району (територія на південний схід від вулиць Берегова, Каруни та Академіка Образцова) міста Дніпро. Виборчий округ 25 межує з округом 24 і округом 27 на північному сході, з округом 26 на сході і на південному сході, з округом 29 на південному заході і на півночі та з округом 28 на заході. Виборчий округ №25 складається з виборчих дільниць під номерами 121063-121064, 121071-121077, 121084, 121087-121103, 121318-121367, 121369-121370 та 121786-121787.

## Народні депутати від округу
| Ім'я                          | Фото | Партія               | Скликання | Дата набуття повноважень | Дата припинення повноважень |
| ----------------------------- | ---- | -------------------- | --------- | ------------------------ | --------------------------- |
| Циркін Ігор Маркович          |      | Партія регіонів      | 7-ме      | 12 грудня 2012           | 27 листопада 2014           |
| Курячий Максим Павлович       |      | Блок Петра Порошенка | 8-ме      | 27 листопада 2014        | 29 серпня 2019              |
| Бужанський Максим Аркадійович |      | Слуга народу         | 9-те      | 29 серпня 2019           |                             |

## Результати виборів

### Парламентські

#### 2019
Кандидати-мажоритарники:
- Бужанський Максим Аркадійович (Слуга народу)
- Курячий Максим Павлович (самовисування)
- Краснов Загід Геннадійович (самовисування)
- Богдан Андрій Валерійович (самовисування)
- Лещенко Олексій Васильович (Опозиційна платформа — За життя)
- Сегеда Юлія Анатоліївна (Європейська Солідарність)
- Бейко Віктор Олегович (самовисування)
- Вишневецький Руслан Юрійович (самовисування)
- Решетилов Артем Олександрович (Опозиційний блок)
- Лук'яненко Сергій Григорович (самовисування)
- Котов Владислав Володимирович (Сила і честь)
- Черкаський Сергій Олександрович (Батьківщина)
- Яценко Михайло Вадимович (самовисування)
- Попека Станіслав Олександрович (самовисування)
- Кучін Олег Вікторович (самовисування)
- Назаренко Олександр Михайлович (самовисування)
- Малько Владислав Анатолійович (самовисування)
- Погуляй Станіслав Петрович (самовисування)
- Сердюк Роман Олександрович (самовисування)
- Копєйкіна Яна Валеріївна (самовисування)
- Юрченко Семен Володимирович (самовисування)
- Волков Віктор Пилипович (самовисування)
- Заєць Віталій Володимирович (самовисування)
- Бричка Віталій Олександрович (самовисування)

#### 2014
Кандидати-мажоритарники:
- Курячий Максим Павлович (Блок Петра Порошенка)
- Краснов Загід Геннадійович (Громадська сила)
- Котов Владислав Володимирович (Народний фронт)
- Гордієнко Олександр Володимирович (Опозиційний блок)
- Циркін Ігор Маркович (самовисування)
- Яковенко Володимир Іванович (самовисування)
- Руденко Олександр Олександрович (самовисування)
- Горник Андрій Володимирович (Батьківщина)
- Волокітіна Наталія Юріївна (Радикальна партія)
- Усольцев Сергій Олександрович (самовисування)
- Вороной Денис Леонідович (самовисування)
- Руденко Ігор Іванович (самовисування)
- Джума Вадим Петрович (Славутич)

#### 2012
Кандидати-мажоритарники:
- Циркін Ігор Маркович (Партія регіонів)
- Курячий Максим Павлович (Батьківщина)
- Власов Юрій Антонович (УДАР)
- Руденко Олександр Олександрович (Комуністична партія України)
- Галаган Олександр Васильович (Народна партія)
- Гвоздєв Геннадій Геннадійович (самовисування)
- Тімофєєв Євген Олександрович (Україна — Вперед!)
- Джума Вадим Петрович (самовисування)

## Явка
Явка виборців на окрузі: